# إيف بوشومين
إيف بوشومين (بالإنجليزية: Yves Beauchemin) (26 يونيو 1941، رووان نوراندا في كندا)؛ كاتب، كاتب للأطفال وروائي كندي.

## روابط خارجية
- إيف بوشومين على موقع IMDb (الإنجليزية)